# Estación Escalante

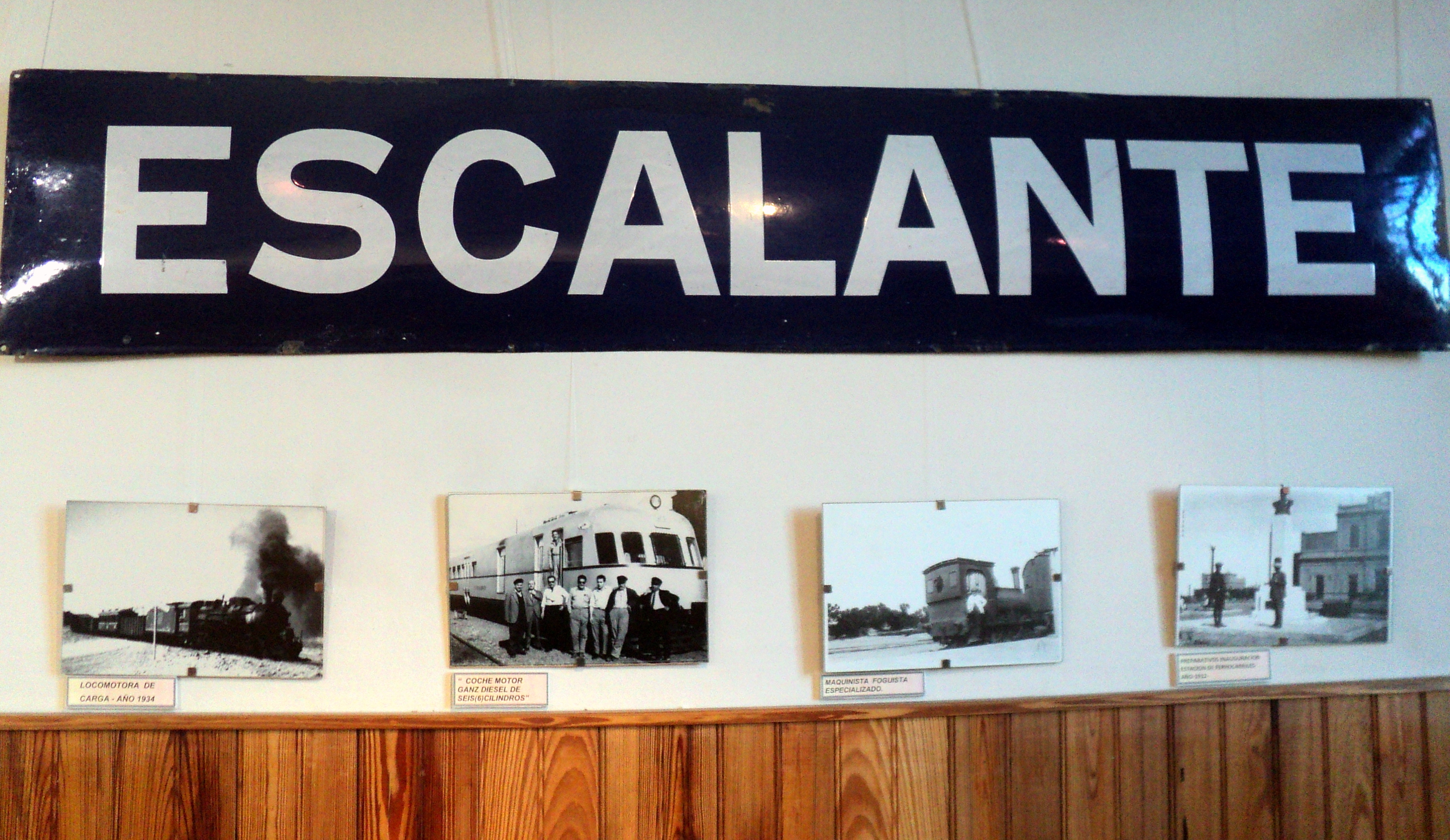
Nomenclador de la estación resguardado en el Museo Ferroviario de Comodoro.

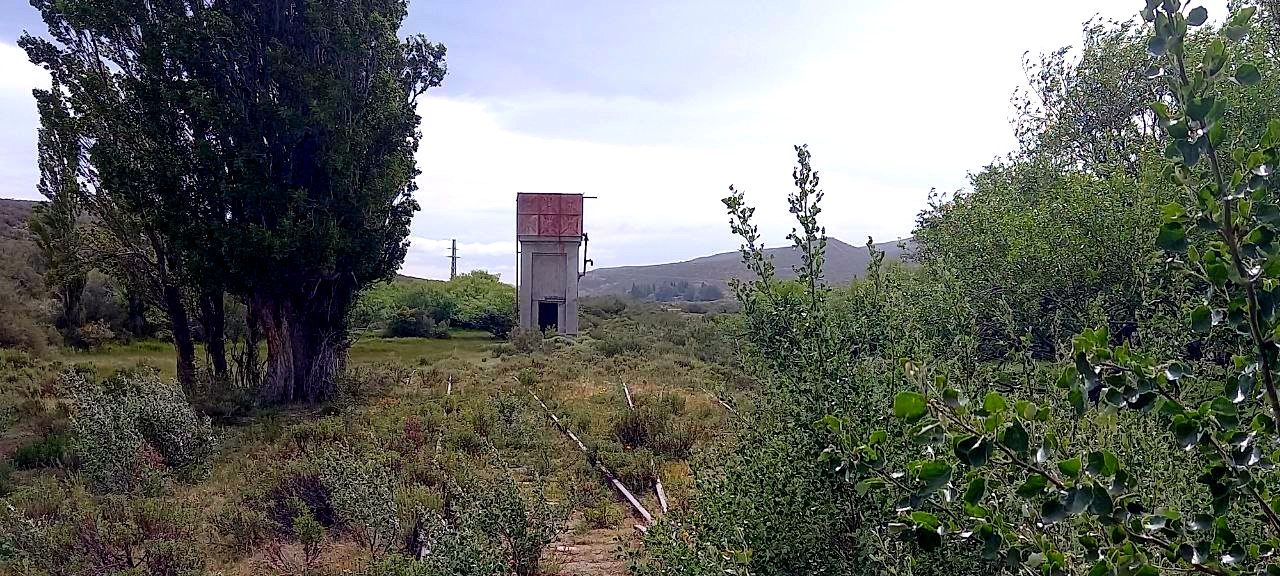
Tanque de agua de las locomotoras intacto con desvíos. A lo lejos se ven estancias y el boliche hotel. Hoy árboles y pastizales invadieron las vías.

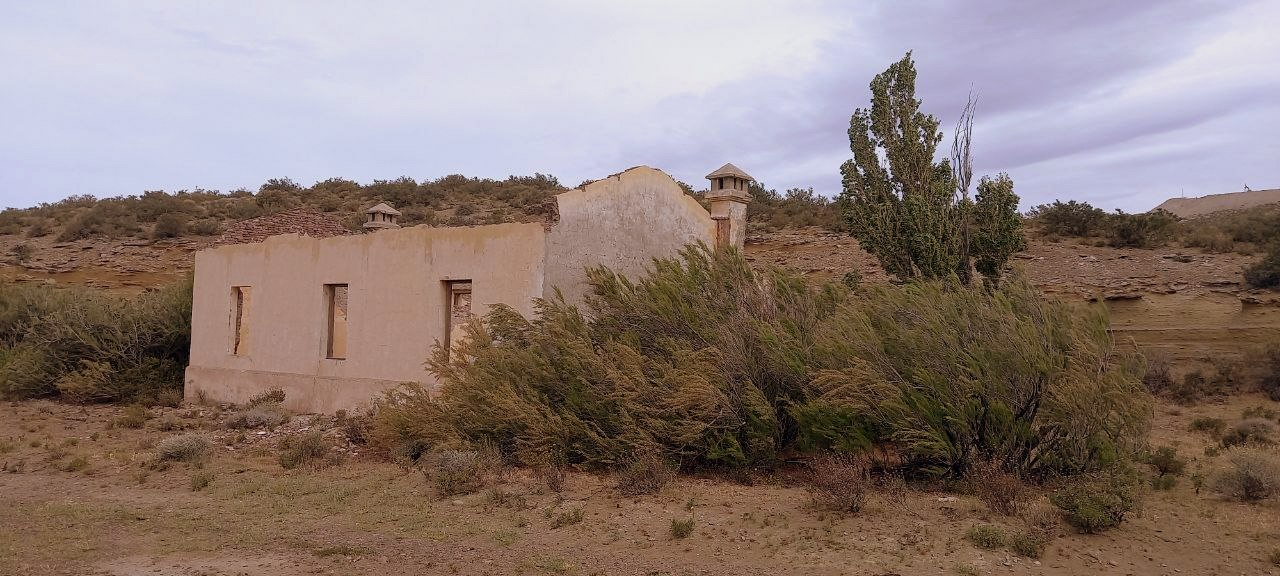
Caseta de los peones en ruinas sin su techo de chapa.

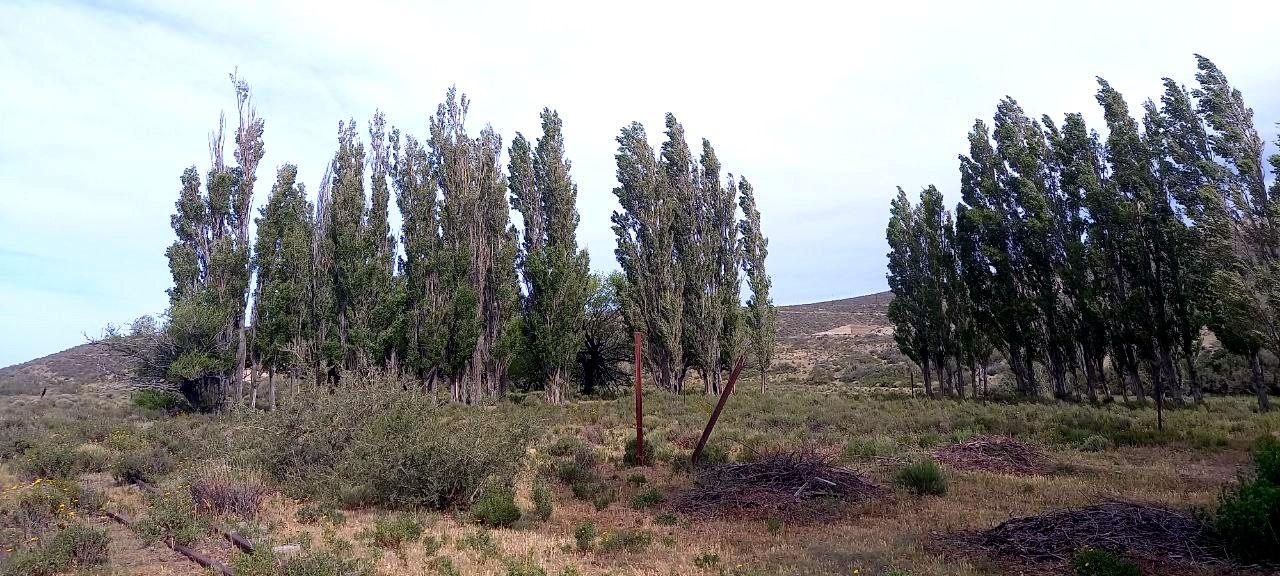
Restos del cartel nomenclador de la estación en medio de un gran entorno verde.

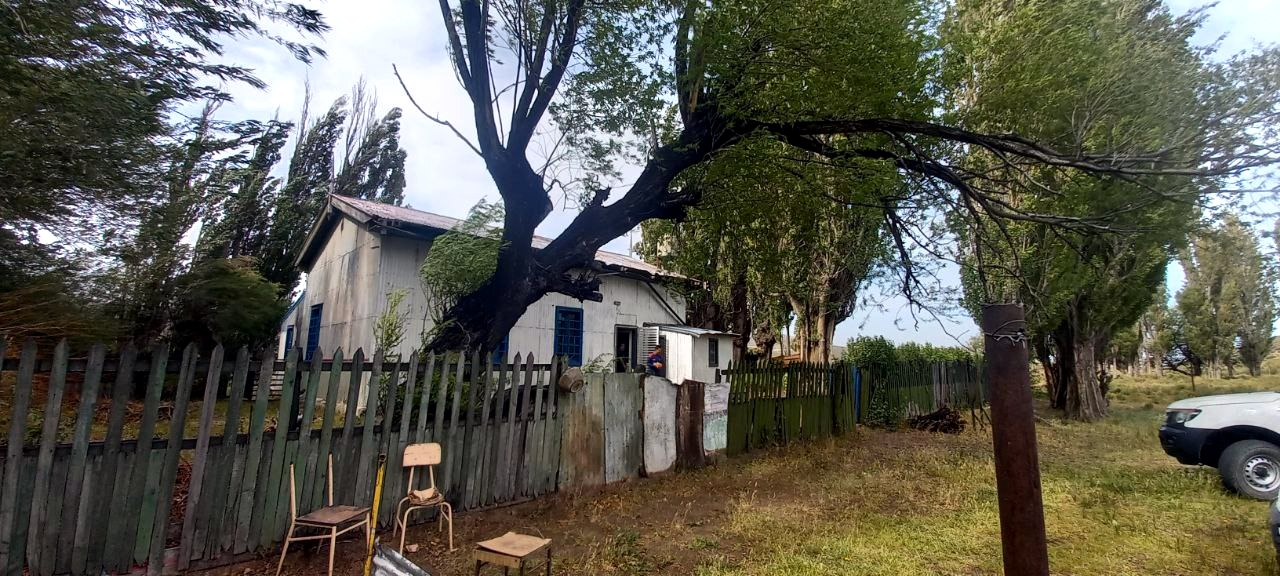
Parte trasera del edificio histórico restaurada tras los trabajos de la cooperativa Escalante que tiene el predio de la exestación bajo su administración

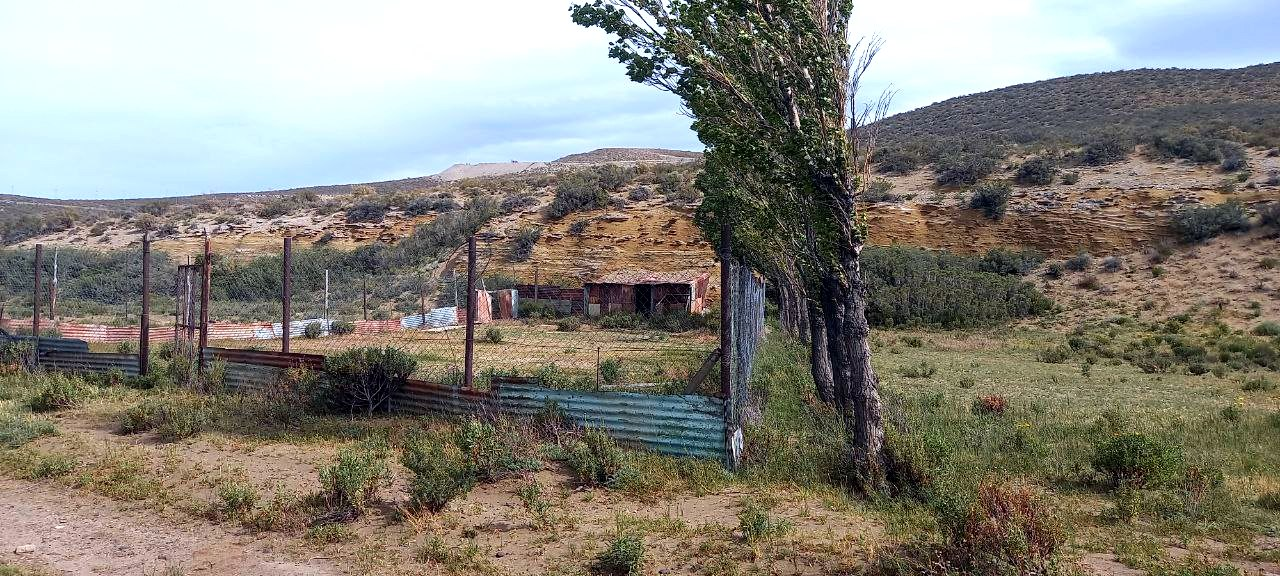
Corral de cría de animales empleado por los encargados de la estación. En estado intacto.

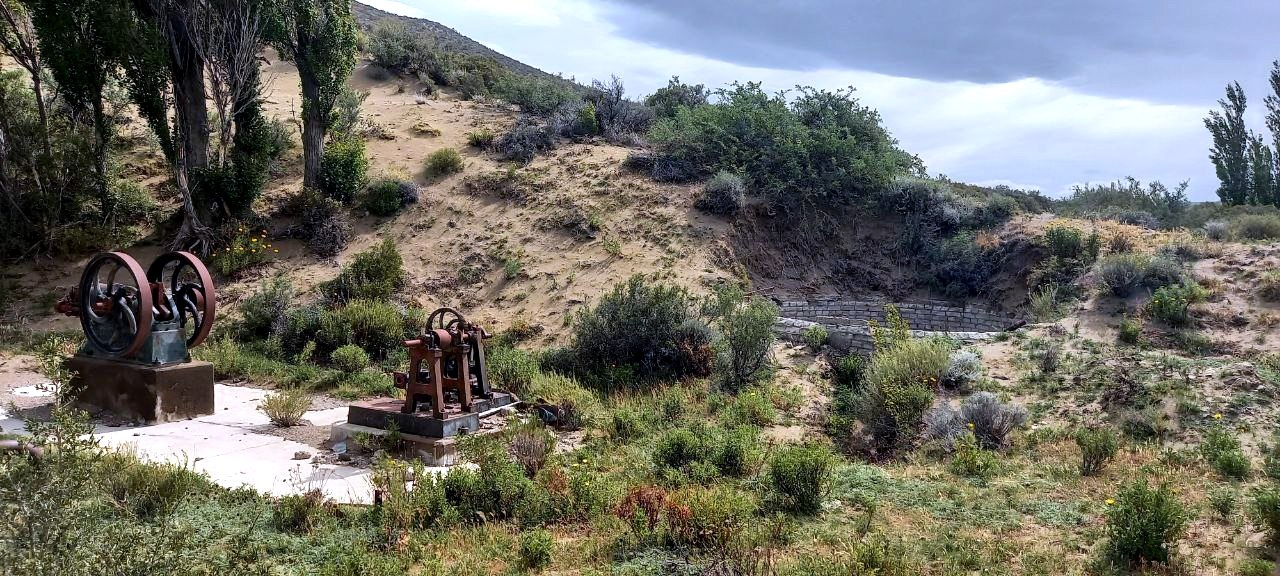
Lugar donde estaba la maquinaria de la bomba de recolección de agua subterránea. Hoy permanecen algunas piezas junto al estanque intacto

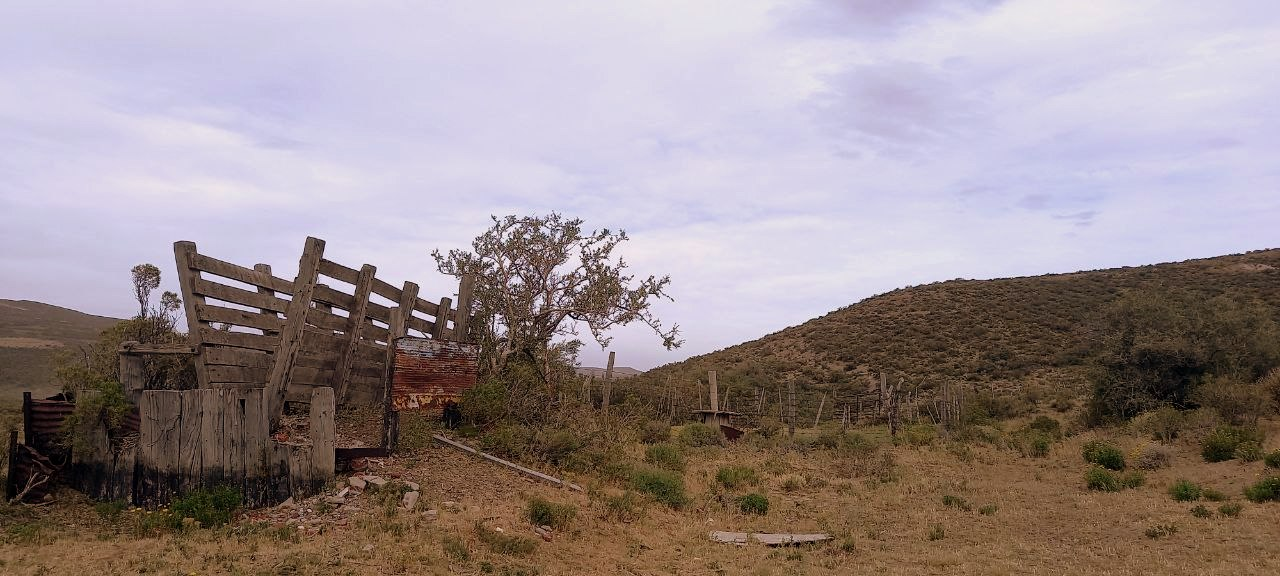
Rampa de costado y corral intacta

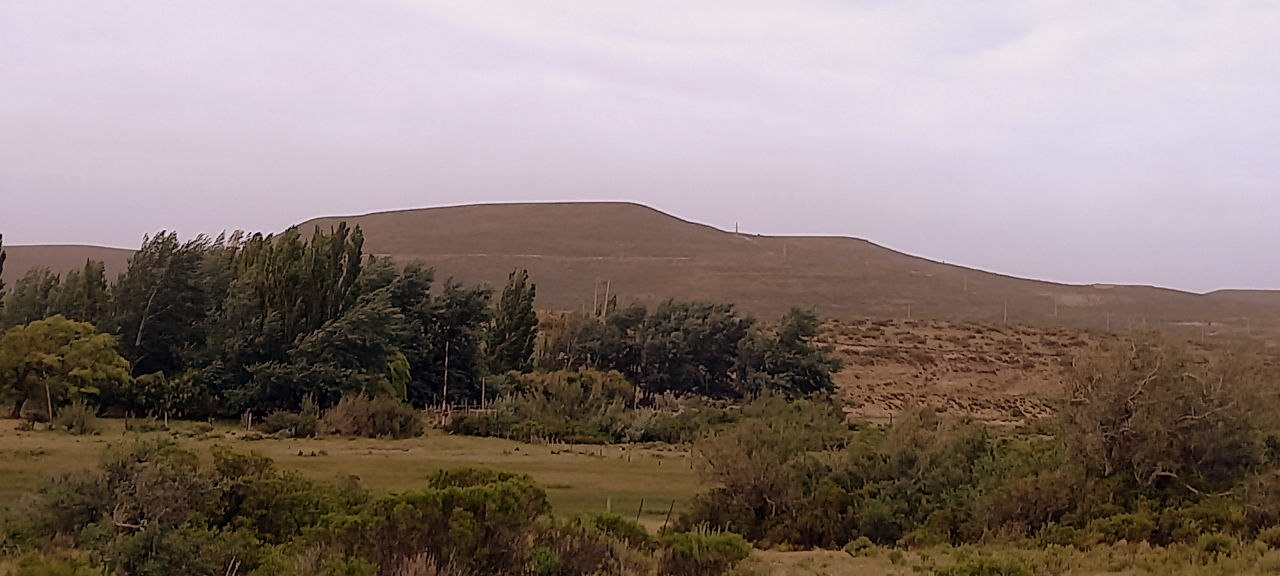
Una estancia frente a la estación Escalante con imponente verdor. La zona aun es considerada vergel

Imágenes de Escalante siendo usada como punto recreativo por colegios y familias

Escalante es una ex estación ferroviaria del Ferrocarril de Comodoro Rivadavia que unía a esta localidad con Colonia Sarmiento, ambas en la provincia de Chubut (Argentina). Se ubica en el kilómetro 36,4 de la vía férrea y a 396,41 metros sobre el nivel del mar.
Durante gran parte de su historia operativa demostró ser una de las estaciones más importantes del ramal a Sarmiento. Prueba de ello se demuestra con buena cantidad de movimientos de carga o pasajeros, ser lugar de recreo para la población, visitas constantes de los servicios ferroviarios, nivel de infraestructura y el hecho haber sido punta riel de un servicio suburbano que la unía con Comodoro Rivadavia. 

## Toponimia
El nombre de la estación fue dado en honor al Dr. Wenceslao Escalante, quien vivió entre los años 1852 y 1912. Escalante fue un profesor de Filosofía del Derecho y un importante político argentino que se desempeñó como ministro de Argentina durante la segunda mitad del siglo XIX. También, en homenaje al político existe la estación Estación Wenceslao Escalante  en la provincia de Córdoba. La estación cordobesa usa el nombre de pila, mientras que la chubutense solo el apellido.

## Características
Escalante, por ser un oasis en medio de la agreste Meseta patagónica, está ubicada en un sector cuya economía estaba centrada en la agricultura. Su zona productiva se ubicó principalmente en las quintas situadas en la zona de cañadones y mallines.  
La zona de la estación era crucial por su agua que está a baja profundidad de 5 metros. Esto se debe que el ferrocarril en 200 kilómetros de desierto patagónico solo podía abastecer sus locomotoras a vapor en este punto, Kilómetro 162, Kilómetro 117, Pampa del Castillo y la terminal de Sarmiento .Además, Escalante fue considerada la última estación de fácil acceso; ya que el camino hacia la Pampa del Castillo estaba signado por una extensa pendiente que dificultaba el ascenso y descenso en condiciones climáticas adversas o formaciones con exceso de peso. Incluso esta gran diferencia altura del terreno entre Pampa del Castillo y Escalante llegaba a averiar y complicar el funcionamiento de las locomotoras.

## Historia
El poblamiento de la zona de Escalante comenzó  en 1902  con el decreto de Julio Roca que otorgaba sesenta leguas a familias bóeres  que escapaban de Sudáfrica luego de perder la guerra Anglo-Bóer. Por este motivo, se instalaron 32 pobladores inicialmente. Con el paso de los años la colonia Escalante  ocupó 100 leguas y contó con 1.200 pobladores sudafricanos. El principal beneficio fue su presencia levantó obras de ingeniería como casas, puentes y caminos. La prosperidad económica que la zona vivió trajo 4.000 vacunos, 4.000 yeguarizos y 150.000 ovejas.
En los alrededores de la estación se desarrolló un paraje compuesto de un boliche-hotel, cascos de estancias, chacras e instalaciones vinculadas con el ferrocarril. Aproximadamente, 5 km al sudeste, a su vez, se encontraba un campamento del mismo nombre construido por la empresa Yacimientos Petrolíferos Fiscales.La estación se configuró como un punto de encuentro comercial y social para los habitantes de la localidad rural que tenía extensa dimensión. 
Cerca de este campamento existía un apeadero del mismo nombre habilitado sólo para la subida y bajada de pasajeros más vinculados al campamento petrolero.
Desde 1914 con un relativamente cercano Cañadón lagarto prosperando era común que esta localidad recibiera a los viajeros en travesía hacia Comodoro. Especialmente, esto se daba cuando los pobladores intentaban movilizarse a pie en los intensos temporales invernales que duraban meses enteros y aislaban a Cañadón Lagarto y toda la zona. Para salir del pueblo a pie, los lagartenses usaban el tendido del ferrocarril con su terraplén y postes del telégrafo para arribar a otros puntos cercanos como Km 96 - Holdich - Pampa del Castillo todas separadas de 20 kilómetros y que ofrecían hospedajes en las estaciones o los hoteles para los visitantes. Una vez alcanzada esta última localidad  era relativamente más fácil alcanzar Escalante que previo llegar a la estación ya exhibía tras 12 años de poblamiento una gran cantidad de arboledas y verdor de las chacras que los bóeres ya habían levantado; amén de tener un clima más benigno por estar más al nivel del mar y no quedar por ende aislado en forma definitiva. Ya desde ese punto era seguro alcanzar Comodoro por servicio ferroviario inclusive.
Para 1950 la Gobernación Militar de Comodoro Rivadavia elaboró un informe de la situación e historia del ferrocarril. El documento confirma lo descripto por diferentes fuentes Escalante y Sarmiento destacaban por su producción agropecuaria. Especialmente, Escalante podía producir variedad de legumbres gracias a vertientes vecinas que eran aprovechadas para estos cultivos; siendo la producción vendida en la vecina Comodoro Rivadavia  Por otro lado, la pequeña población de Escalante fue contada entre las pocas localidades que la línea Comodoro Rivadavia a Colonia Sarmiento recorría. Para 1957 las únicas poblaciones considerables del ramal se concentran en torno a Comodoro y Sarmiento; estando todas las demás poblaciones como esta consideradas de poca relevancia o ya despobladas.
El verde atractivo del poblado, junto con la corta distancia y accesibilidad desde Comodoro, hizo que la estación forme parte activa del transporte suburbano de pasajeros como punta de rieles oeste. El servicio mantuvo visitas diarias y concretó varios viajes de recreo con estudiantes que posibilitaron estadías largas en la estación y el vergel que la rodea. Esto se mantuvo hasta 1955 cuando Diadema reemplazó a esta estación como punta de riel oeste del servicio suburbano. A pesar de perder las visitas diarias, Escalante continuó siendo visitado los domingos y feriados mediante un viaje que arribaba por la tarde y posibilitaba la vuelta en horas de la tarde permitiendo pasar una agradable y larga jornada en el sitio.
En 1958 se la describe con tareas de cargas, encomiendas y traslado de hacienda. No obstante, para 1965 se cambia su función para apeadero, perdiendo su función de cargas, encomiendas y traslado de hacienda. Esto se debió a la baja de los volúmenes de la agricultura y la decadencia de la localidad homónima. Para evitar el robo de su cartel nomenclador la comisión de rescate histórico logró su traslado y hoy se exhibe en el museo Ferroportuario.
La exestación forma parte del ex Ferrocarril de Comodoro Rivadavia que comenzó a funcionar en el año 1910 y que fue cerrado definitivamente en el año 1978.
Para los años 1990 las estaciones y apeaderos del ferrocarril tenían sus instalaciones aun conservadas. Cada punto del ferrocarril tenía caminos y eran de fácil acceso. A pesar de estar en tierras privadas eran accesibles. Todos estos puntos se constituían como museos a cielo abierto; que gracias a sus basureros históricos daban muestras de como era la vida cotidiana en los pueblos del ramal. De todos los pueblos que tuvo este ferrocarril, Cañadón Lagarto era el que más basura histórica tenía. Gracias a su tamaño y población que tuvo el pueblo, se podía encontrar diversas antigüedades. Lamentablemente, la industria petrolera alteró las condiciones y el más grande de los basural histórico se fue perdiendo. El golpe de gracia de este y la mayoría de estos lugares histórico vino con el levantamiento ordenada por Das Neves en 2006. Algunos de los elementos que fueron registrados por los visitantes en las inmediaciones del boliche que estaba junto a esta estación, fueron gran cantidad de botellas de vidrios importadas y con las inscripciones en inglés, metales y maderas. Aun para fines de los 90  En el interior de la estación, hasta fines de los años 90, se podían observar banderines de señales, muebles y la campera de cuero de alguno de los jefes de estación.
Actualmente, su difícil acceso por rutas de tierra secundarias, junto con el cuidado de sus actuales propietarios favorecieron a que las instalaciones no fueran depredadas. De esta forma, su conservación está entre las mejores del ferrocarril. Las vías, dentro del predio de la estación, sobrevivieron al desmantelamiento de 2006 gracias a acciones realizadas por los propietarios.
Su estado de conservación incluye detalles únicos que la hacen un museo viviente: los cambiadores de vías, su estanque, la rampa de costado y corral para el ganado, los desvíos, el tanque de agua intacto y sobrevive el edificio del boliche que funcionó mucho tiempo cerca e la estación.La supervivencia de las vías y de las instalaciones ferroviarias se explica a la oposición al desguace por parte del propietario de las tierras atravesadas por el ferrocarril. Gracias a esta acción particular Escalante es de las pocas exestaciones o apeaderos que sobrevivieron a los diferentes desmantelamientos de la línea tras el cierre de 1978. Estos puntos casi intactos conservan el alma ferroviaria y se erigen patrimonio histórico de la región casi como museos vivientes.
En abril de 2021 la estación con todas sus instalaciones, fue declarada por la legislatura de Chubut bien cultural provincial por la ley XI N°19. 
La ley contempla bienes de existencia actual que son reconocidos por la comunidad. Los mismos hacen a la identidad provincial por constituir el testimonio, legado y sustento de la memoria histórica.  Además, contempla la protección de estos bienes y un registro provincial y municipal del patrimonio histórico.
El 22 de noviembre de 2022 la zona de la estación volvió a entrar en controversia cuando miembros de la agrupación del proyecto “Historia y Naturaleza” (encargados de poner en valor la estación) denunciaron a una pista ilegal de aviones. La misma se ubica clandestinamente en una estancia emplazada frente a la estación. Su construcción inició el año pasado y finalizó hace aproximadamente cuatro meses. Desde entonces, fue común ver aterrizar y despegar aviones en la región. La acusación fue acompañada por fotos y videos que mostraron las maniobras aéreas. Además, se denuncio que los accesos a los caminos rurales, llamados caminos de servidumbre, que llevan a la estación fueron cerrados por tranqueras y candados; hecho que constituye una evidente violación de la libre circulación y un riesgo a quienes no puedan ser auxiliados.
Por otro lado, un dato accesorio fueron de las imágenes y videos que las notas periodísticas expusieron el intenso verde que aún perdura en la zona de Escalante, a pesar de padecer toda la región una vasta sequía. Esto se debe a que el lugar todavía goza de vertientes que propician el ecosistema único en la zona. Gracias esto toda la zona de Escalante goza de una variedad de fauna y flora que se destaca en la región. Hoy esta diversidad se ve afectada por la instalación de la pista de aviones que hizo descender la presencia de vida silvestre en los alrededores.

## Infraestructura
El equipamiento de esta estación es descripto en dos documentos. El primero es el itinerario de 1934; en el se señala que tenía un apartadero de 215 metros de largo, desvíos de 670 metros y un tanque de 45 m³. La zona de la estación era crucial por su agua que está a 5 metros de profundidad. Esto se debe que el ferrocarril en 200 kilómetros de desierto patagónico solo podía abastecer sus locomotoras a vapor en este punto, Kilómetro 117, Pampa del Castillo, estación Enrique Ermitte y la terminal de Sarmiento.
Posteriormente, en un informe de 1958 se comunica que cumplía todos los servicios disponibles de este ferrocarril: pasajeros, encomiendas, cargas y haciendas (P.E.C.H). Su infraestructura estaba entre las más completas del ferrocarril. Solo esta estación, Sarmiento (desactivada en 1973), Enrique Hermitte, Comodoro Rivadavia (cerrada para inicios de los años 1970), kilómetro 5, Astra y Diadema poseían infraestructura de peso similar que era capaz de brindar todos los servicios del ferrocarril. Además, las cuatro últimas mencionadas eran parte del ejido urbano de Comodoro.
En el lugar de la estación perduran aun con diferente grado de conservación:
- Estanque de 43 m³.
- Rampa de costado y corral para ganado.
- Capa freática a 5 m.
- Vivienda para las cuadrillas: consiste de una casa de material, hoy en ruinas, para el personal ferroviario de Vías y Obras. Fue edificada de espaldas al viento, con dos habitaciones amplias y dos menores a los lados. Se pueden encontrar otras idénticas con diferente conservación en las estaciones Colhué Huapi, Cañadón Lagarto, Holdich, Parada kilómetro 162, Sarmiento y Valle Hermoso.[23]
- Apartadero de 215 metros de longitud.
- 670 metros de desvíos.[8]

## Funcionamiento

### Itinerarios históricos
El análisis de itinerarios de horarios lo largo del tiempo confirman que fue una estación de importancia parando el tren siempre aquí. 
El primer informe de horario publicado en 1920 con datos vigentes desde enero de 1918 expuso que los trenes mixtos partían los lunes y jueves desde Comodoro a las 8:00 horas, pasando por Escalante a las 9:55 y arribando 16:30 a Sarmiento. Mientras que el regreso era los martes y viernes desde Sarmiento a las 8:00 horas, visitando Escalante a las 14:30 con arribo a Comodoro a las 15:50. Llamativamente, Escalante tenía el mayor tiempo de permanencia de trenes en su andén para el viaje de ida. Las formaciones permanecían media hora, mientras que otras estaciones y apeaderos albergaban a trenes entre 10 y 5 minutos. Por otro lado, durante esos años no existían aún los apeaderos y estaciones vecinas. De esta forma, Escalante fue le punto más aislado del ferrocarril al ser el Empalme Astra el punto más próximo hacia Comodoro del cual estaba separado de Escalante por 1:31 y Pampa del Castillo hacia Sarmiento de la cual se separaba por 1:20. Además, poseía la mayor distancia entre estaciones del ferrocarril (sin contar apeaderos y paradas); estando separada de Pampa del Castillo por 24 kilómetros. Por último, Escalante figuró en la descripción tarifaria del ferrocarril como punto de cobro.
En 1928 los lunes y jueves se llevaba a cabo el viaje de larga distancia a Sarmiento. Los trenes mixtos a vapor arribaban a Escalante a las 10:55, tras partir de la estación matriz, les tomaba 1:50 minutos llegar a esta estación. Las distancia con Diadema era cubierta en 38 minutos, mientras que para arribar a Pampa del Castillo se necesitaban 1:15.
También, en ese itinerario se describió un viaje dominical de recreo. El mismo partía de Comodoro a las 9:00 para arribar a la punta de riel constituida por Pampa del Castillo a las 12:05. Luego de llegar a destino, el tren era girado por algún mecanismo o volvía marcha atrás. El regreso se emprendía a las 12:30 y pasaba por Escalante recién a las 18:00 horas, dando tiempo a los visitantes de pasar una larga jornada en Escalante, puntos cercanos y Diadema.
En 1930 la situación no varió respecto al itinerario de 1928, pero se suprimió el viaje dominical a Pampa del Castillo.
El itinerario de 1934 brindó información de la sección del servicio suburbano que era ejecutado por trenes mixtos los días lunes y jueves junto con el viaje a Sarmiento. El viaje a vapor partía a las 9 de Comodoro para arribar a Sarmiento 16:50. En tanto, la vuelta se producía los días miércoles y sábados desde las 9 con arribo a estación Comodoro a las 16:35. El tren arribaba a Escalante a las 10:40, mejorando el tiempo anterior. Mientras que la distancia con Diadema se cubría en media hora.
Para el itinerario de 1936 arrojó el único cambio significativo: la reducción de días de servicio, pasando solo los lunes para regresar desde Sarmiento el miércoles.
Desde 1938 el itinerario mostró por primera vez la extensa red servicio suburbano que recorría la zona norte de Comodoro. Gracias a las últimas mejoras que recibió el ferrocarril con la incorporación de ferrobuses, se logró que el servicio de pasajero y cargas ligeras reciba la mejora en el tiempo del trayecto que pasó de casi 8 hs a alrededor de 4 hs. Con la nueva tecnología, partiendo desde estación matriz, se pudo alcanzar este punto en 1:06. Las distancias con los puntos vecinos se cubrían en 5 minutos a Campamento Escalante (nuevo apeadero incorporado a partir de este cambio) y en 41 minutos con Pampa del Castillo. Finalmente, el itinerario dejó un tarifario que se cobraba por secciones desde Comodoro Rivadavia. La primera sección correspondía hasta Talleres y la segunda se cobraba hasta Escalante. El precio hasta este punto era de $3.05 en primera clase y de  $1.75 en segunda. En tanto, el viaje de recreo que se hacía hasta Escalante se cobraba ida y vuelta; con un precio promocional de $3.80 y $2.20 en primera y segunda clase.
El itinerario de Ferrocarriles del Estado del 15 de diciembre de 1940. Todos los viajes de todas las líneas pasaron a operarse con ferrobuses. El viaje principal partía los domingos desde Comodoro a las 7:08, pasando por este punto a las 7:59 y arribando a Sarmiento a las 10:45; mientras que había otro viaje que partía todos los días menos domingos desde las 16:30, paso por este punto a las 17:24 y llegada a Sarmiento a las 20:25. En tanto, el viaje desde Sarmiento se producía los domingos desde las 17:45 con arribo a Comodoro a las 20:58; mientras que el viaje que corría todos los días menos domingos lo hacía desde las 7:45 con llegada a las 11:11 a Comodoro. Por otra parte, el itinerario informaba gran variedad de servicios que ejecutaron el viaje de media distancia a estación Escalante. Los mismos partían desde Comodoro a las 1:00, 6:35, 11:35, 16:40 y 18:49 y la vuelta desde Escalante se ejecutaba 2:15, 8:00, 13:00, 17:55 y 20:35. Por último, el documento se refirió a este elemento como estación Escalante y con edificación para pasajeros erigida a la izquierda de la vía.
El itinerario de trenes de 1946 hizo alusión detallada al servicio suburbano del ferrocarril. En el se mencionó a este apeadero visitado diariamente por 2 líneas diferentes «de Comodoro a Escalante» y «de Comodoro a Sarmiento». El ferrobús en su viaje más rápido de larga distancia, partiendo desde estación matriz, arribaba este punto en 56 minutos. Mientras que el viaje suburbano demandaba aun 1:03 hora. Las distancias con sus puntos vecinos siguieron sin modificación .
La novedad de este informe fue la descripción del servicio de cargas a Sarmiento que se ejecutaba en forma condicional los lunes, miércoles y viernes. Este viaje se hacía con un formación a vapor y partía desde Talleres a las 9:40 para llegar a destino a las 17:40. El tren arribaba, con parada obligatoria, a Escalante a las 11:45 para volver a salir a las 11:55. Para comunicar la distancia que existía con Pampa del Castillo al tren le tomaba 1:20, mientras que para unirse con apeadero Campamento Escalante se requerían 13 minutos. En este viaje la estación Escalante era clave para la carga de agua para la locomotora, ya que era de los pocos puntos con agua en la línea.
El mismo itinerario de 1946 fue presentado por otra editorial y en el se hace mención menos detallada de los servicios de pasajeros de este ferrocarril. En el documento se aclaró que la mayoría de los ferrobuses pararían en puntos adicionales que los pasajeros solicitaran para ascender o descender. Las tarifas se mantuvieron como en 1938 y se cobraban desde o hasta la estación más próxima anterior o posterior.

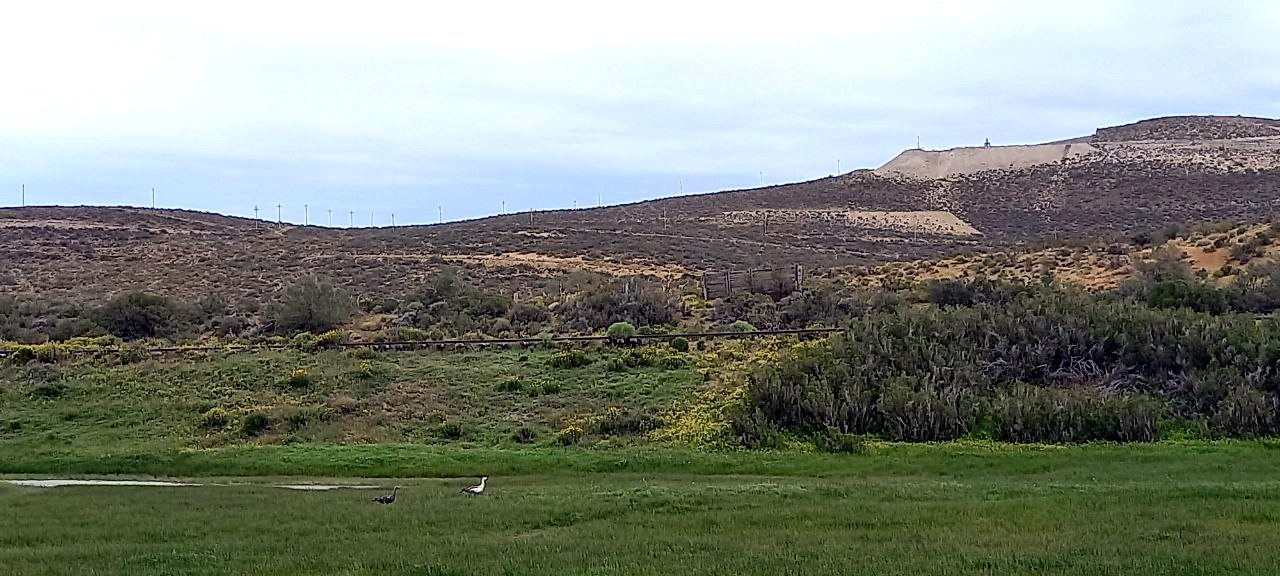
El Terraplén de gran tamaño antes de la estación y pasando por una área verde. Hoy está en proceso de deterioro.

El 10 de diciembre de 1948 fue presentado un itinerario que no representó grandes variaciones respecto del presentado en 1946. Sin embargo, la gran diferencia con el anterior documento estuvo en el viaje de cargas que recorría la línea completa desde Comodoro a Sarmiento; y no partía desde Talleres como en el itinerario anterior. De este modo, el viaje de cargas partía sin un día estipulado, en forma condicional desde Comodoro a las 9:30, paso por este punto a las 11:20 y arribo a Sarmiento a las 18:05. En tanto, la vuelta vuelta desde Sarmiento se producía desde las 10:20 con arribo a estación Comodoro a las 20:25. Por último, el itinerario se refirió a este punto como Escalante y fue el último en describir el servicio suburbano de media distancia que culminaba en esta estación.
Por otro lado, una sección del informe de horarios de noviembre de 1955  describió el servicio suburbano. En ella se detalló este servicio que poseía puntas de rieles en COMFEPET, kilómetro 27 y kilómetro 20. Pasando a ser Diadema punta de riel del servicio suburbano que iba hasta Escalante, estación que dejó de ser visitada frecuentemente en favor de Diadema. De este modo, por el truncamiento de la línea a Escalante este punto ya no fue mencionado y visitado.
No obstante, pese a perder Escalante el servicio suburbano; el ferrocarril ideó en los domingos un viaje especial. El mismo tuvo el carácter de recreo y trató de mantener turismo en diferentes puntos de la línea. El ferrobús partía el domingo a las 6:00 de Comodoro, arribaba a Escalante 7:03 como parada opcional, y finalizaba en Sarmiento a las 10:00 horas. Luego, el mismo día se emprendía el regreso desde Sarmiento a partir de las 17:30. Esto daba lugar que los visitantes permanecieran buena parte del día disfrutando en los diferentes destinos seleccionados. El regreso a Escalante era a las 20:30,pudiendo disfrutar de toda una jornada en esta estación como en otros puntos del ferrocarril. Asimismo, el viaje del domingo, llamativamente, arrojó que la única estación que tuvo parada obligatoria de los servicios ferroviarios de pasajero en el tendido desde Diadema a Sarmiento, fue Cañadón Lagarto. En los otros 3 viajes: lunes, viernes y uno sin especificar por ser diario o condicional quizás; el ferrobús visitaba obligatoriamente esta estación en sus recorridos. Se alcanzaba este punto en 1:03 minutos. Mientras que en 17 minutos unía esta estación con la vecina kilómetro 27 y en 42 minutos con Pampa del Castillo.
La estación era un punto reconocido en la mayoría de los diferentes mapas del ferrocarril.

### Registro de boletos
Una extensa colección de boletos arroja testimonio de esta estación como destino frecuente. En los boletos es nombrada como Escalante (desvío). La tarifa de larga distancia se cobraba desde Comodoro, previo paso por este punto, a Escalante $3.05 en primera clase y $1.75. En tanto, el viaje de recreo era vendido ida y vuelta hasta Escalante por el precio especial en primera clase de $3.80 y de segunda a $2.20.
En un principio el servicio suburbano incluía a Escalante como punta de riel, previo paso por este punto. Así este apeadero gozaba de visitas diarias que la unían a Comodoro Rivadavia de forma continua. El viaje hasta este punto se vendía por el mismo precio en combinación con Kilómetro 27 a Kilómetro 31. Con el paso del tiempo Kilómetro 31 decayó en importancia y fue suprimido del servicio suburbano en 1971. De este modo estación Diadema se volvió punta de riel del servicio suburbano que la unía con Comodoro. Este cambio se produjo la última etapa de vida del ferrocarril que pasó a integrar el Ferrocarril Roca. En tanto, como destino Kilómetro 31 no sería nombrado de nuevo y Escalante pasó a ser un mero destino de larga distancia.

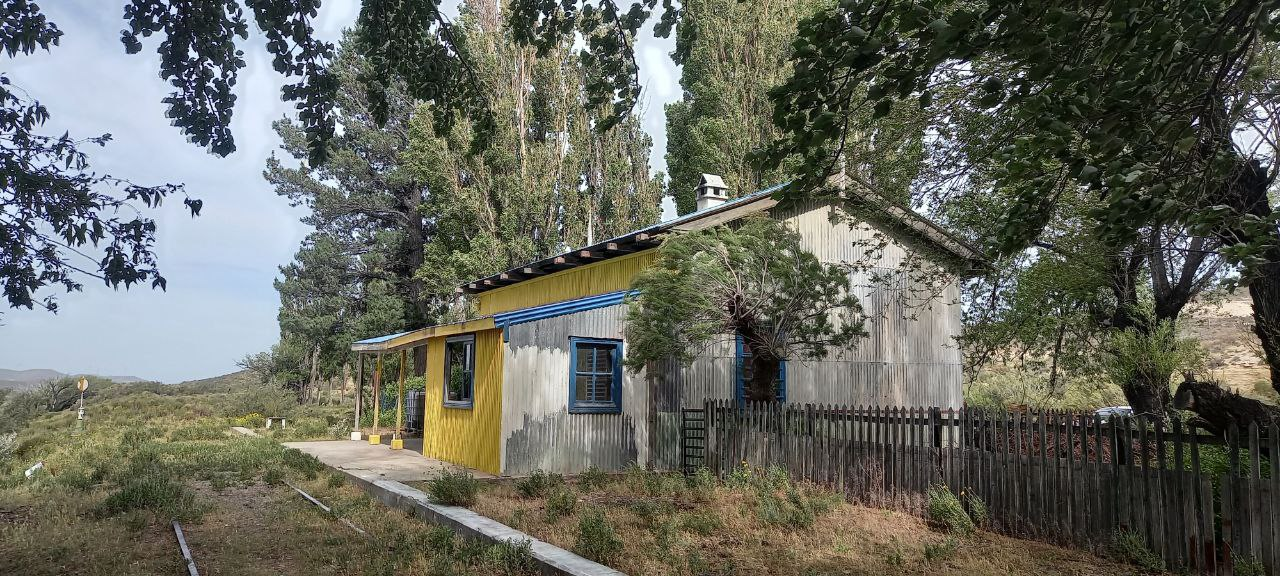
otra perspectiva de la estación con trabajos de restauración en proceso para diciembre de 2021

## Imágenes de las instalaciones y alrededores
|                                                                                             |
| Datos de procedencia de algunos restos de la maquinaria de la bomba que hoy es un recuerdo. |

|                                                                  |
| Boliche hotel a metros de la exestación. En ruinas pero intacto. |

|                                                 |
| Especie local de búho en la Estación Escalante. |